# Sandra Lee (bőrgyógyász)
Sandra Siew Pin Lee (Flushing, New York 1970. december 20. –) amerikai bőrgyógyász, aki leginkább dr. Pimple Popper néven ismert. Lee 2010-ben kezdett videókat feltölteni a YouTube-ra, és Instagram fiókjára, majd 2015-ben műtétekről is posztolt, miután észrevette videóinak népszerűségét. Lee a betegek számára kedvezményes vagy ingyenes kezelést kínál a kaliformiai Uplandben található rendelőjében.
2017-ben Lee piacra dobta saját bőrápolási termékcsaládját SLMD Skincare néven. A termékcsaládba tartozó termékek közé tartozik a pattanás tisztítószer, a testápoló, és a retinollal való tisztítás, napi hidratálóval.
2018-ban Lee aláírt egy szerződést a TLC televíziós csatornával a Dr. Pimple Popper sorozat adásaira, melynek premierje július 11-én volt. A sorozat 2. évadjának premierje 2019 januárjában volt.

## Életútja, tanulmányai
Sandra Lee 1970. december 20.-án született Flushingban, New Yorkban, kínai szülők gyermekeként. Apja nyugdíjas bőrgyógyász, kínai-szingapúri származású, míg anyja malajziai-kínai. A család később kiköltözött New Yorkba, majd Dél-Kaliforniába, amikor Sandra 5 éves volt.
Lee a Kaliforniai Egyetem hallgatója volt, és miután elvégezte azt, a Drexel Orvostudományi Egyetemen tanult tovább. 1998-ban végzett, bőrgyógyász rezidens volt a Southern Illnois Egyetemen, majd ezután San Diegoba utazott, hogy további tapasztalatokat szerezzen a bőrgyógyászat, és a kozmetikai sebészet területén. Lee jelenleg férje, dr. Jeffrey Rebish mellett dolgozik a Skin Physicans & Surgeonsnál. Két fiúgyermek édesanyja.

## Minősítések
Lee egy képzett bőrgyógyász, aki az Amerikai Bőrgyógyászati Akadémia, valamint a Kozmetikai Sebészeti Akadémia, az Amerikai Bőrgyógyászati Társaság, és a Mohai Sebészeti Társaság tagja.

## Megjelenések

### Internet
2014-ben Lee elindította Instagram fiókját, és felvételeket publikált pattanásokról, kisebb műtétekről, cisztákról, melyek után kapta a "Dr. Pimple Popper" nevet.

### Televízió
Lee szerepelt a Tosh.0 amerikai televízióműsor 8. évad 12. epizódjában, valamint a The Doctors orvosi talk-showban is.
Lee saját sorozata a TLC csatornán is látható, bár azt állítja, nem kap pénzt a sorozatért, televíziós karrierje felfelé ível, és népszerű a nézők körében is.
2018-ban Lee a Jimmy Kimmel Live! éjszakai talk-show vendége volt.